# الولمش (یا سیلولومش)
الولمش (یا سیلولومش) یکی از پادشاهان کوتیان بود که در حدود سال‌های ۲۲۲۷ تا ۲۲۲۲ پیش از میلاد حکمرانی می‌کرد. این دوره از تاریخ با حکومت کوتیان در مناطق شمالی بین‌النهرین و احتمالاً بخش‌هایی از غرب ایران امروزی همراه بود.

## جایگاه تاریخی
الولمش در دوره‌ای حکومت کرد که کوتیان پس از سقوط امپراتوری اکد بر بخش‌هایی از بین‌النهرین تسلط یافتند. اطلاعات دقیقی از دوران حکومت وی در دست نیست، اما نام او در برخی فهرست‌های پادشاهی آن دوره ذکر شده است.